# Каза Карли (Империја)
Каза Карли је насеље у Италији у округу Империја, региону Лигурија.
Према процени из 2011. у насељу је живело 37 становника. Насеље се налази на надморској висини од 250 м.